# فرودگاه یونیائو دا ویتوریا
فرودگاه یونیائو دا ویتوریا (به انگلیسی: União da Vitória Airport) (به زبان بومی: Aeroporto José Cleto) یک فرودگاه همگانی ۵۳۳ است که یک باند فرود بله دارد و طول باند آن آسفالت متر است. این فرودگاه در کشور برزیل قرار دارد و در ارتفاع ۷۵۲ متری از سطح دریا واقع شده است.